# Enzo Pérez
Enzo Nicolás Pérez (Mendoza, 22 de fevereiro de 1986) é um futebolista argentino que atua como volante. Atualmente joga no River Plate.

## Carreira
Pérez começou sua carreira profissional com Godoy Cruz, onde ele escreveu seu nome na história do clube ao marcar um gol aos cinco minutos no empate 1-1 com o Club Atlético Belgrano em 9 de setembro de 2006. Este foi o primeiro gol marcado por Godoy Cruz na primeira liga argentina.
Em 2007, Pérez se juntou ao Estudiantes, onde terminaram como vice-campeões na Copa Sul-Americana 2008. Ele foi, então, para o time titular, que venceu a Copa Libertadores de 2009.
Em junho de 2011, Enzo Pérez foi contratado pelo Benfica. O facto de ter sofrido uma lesão e de não se ter adaptado ainda ao futebol europeu fez com que fosse emprestado ao Estudiantes em janeiro de 2012. Em maio do mesmo ano, declarou publicamente que desejava ficar na Argentina, especialmente após descobrir um problema de saúde de sua mãe. 
No dia 29 de dezembro de 2014, acertou com o Valencia pelo valor de €25 milhões (R$82 milhões). Em 2017, retornou ao futebol argentino, desta vez para o River Plate.
No dia 19 de maio de 2021, por conta de um surto de COVID-19 que deixou o River Plate sem goleiros disponíveis para a partida, Enzo Perez jogou como goleiro contra o Santa Fé, em partida válida pela fase de grupos da Copa Libertadores da América.
No dia 22 de dezembro de 2023, após conquistar o Trofeo de Campeones contra o Rosario Central, anunciou sua saída do River após seis anos.

## Seleção Argentina
Enzo Pérez foi convocado no dia 24 de setembro de 2009 pelo técnico Diego Maradona para jogar na Seleção Argentina pela primeira vez, por um amistoso contra a seleção de Gana.
Foi convocado para disputar a Copa do Mundo FIFA de 2014. 
Em 9 de junho de 2018 foi convocado para a Copa do Mundo FIFA de 2018 após o corte de Manuel Lanzini.

## Títulos
Godoy Cruz
- Primera B Nacional: 2005–06

Estudiantes
- Copa Libertadores da América: 2009
- Campeonato Argentino: 2010–11 (Apertura)
- Copa da Liga Argentina: 2024
- Trofeo de Campeones: 2024

Benfica
- Taça da Liga: 2011–12 e 2013–14
- Primeira Liga: 2013–14 e 2014–15
- Taça de Portugal: 2013–14
- Supertaça Cândido de Oliveira: 2014

River Plate
- Copa da Argentina: 2016–17 e 2018–19
- Supercopa Argentina: 2017 e 2019
- Copa Libertadores da América: 2018
- Recopa Sul-Americana: 2019
- Campeonato Argentino: 2021, 2023
- Trofeo de Campeones: 2021, 2023

### Prêmios individuais
- Melhor jogador da Primeira Liga: 2013-14
- Equipe Ideal da Copa Libertadores da América: 2020
- Seleção ideal da América do Sul pelo jornal El País: 2019, 2020[9]